# Русская Журавка
Русская Журавка — село в Воронежской области России.
Административный центр Русско-Журавского сельского поселения.

## География
Высота над уровнем моря — 181 м. Село расположено на севере Верхнемамонского района в 27 км от районного центра — села Верхний Мамон.
Улицы
| - ул. 50 лет Победы, - ул. 9 Января, - ул. Большая Садовая, - ул. Восточная, | - ул. Горького, - ул. Красноармейская, - ул. Лесная, - ул. Советская, | - ул. Февральская, - ул. Центральная, - ул. Чапаева. |

## Население
| 1859  | 1897  | 2010  | 2012  | 2013  | 2014  | 2015  | 2016  | 2017  |
| ----- | ----- | ----- | ----- | ----- | ----- | ----- | ----- | ----- |
| 3570  | ↗5949 | ↘1779 | ↘1725 | ↘1670 | ↘1632 | ↘1561 | ↘1494 | ↘1449 |
| 2018  | 2019  | 2020  | 2021  |       |       |       |       |       |
| ↘1423 | ↘1390 | ↘1382 | ↗1472 |       |       |       |       |       |

## История
Русская Журавка образована во 2-й половине XVIII века однодворцами.
Первоначально, вплоть до середины XIX века, именовалось Журавли.
Поскольку на левом берегу Дона имелось село Журавка с украинским населением, за поселением Журавли закрепился топоним Русская Журавка.
В феврале 1918 года в Русской Журавке был образован революционный комитет, а затем волостной совет. Председателем был выбран Иван Фролович Кошелев. В марте 1919 года в селе была создана партийная ячейка, а в марте 1920 года — комсомольская ячейка. В 1925 году создано Товарищество по совместной обработке земли. В 1929 году образованы колхозы «Звезда» и «Пролетарий». В 1932 году оба колхоза объединились в колхоз «Страна Советов» под председательством Пелагии Павловны Ворожбитовой. Колхоз просуществовал до середины 90-х годов XX века.
По переписи населения 2000 года в селе проживало 2152 человека и имелось 988 подворий. По переписи 2010 года — 1964 жителей и 995 подворий, по переписи 2019 года — 1614 человек.

## Климат
Климат на территории Русско-Журавского сельского поселения умеренно континентальный с жарким и сухим летом и умеренно холодной зимой с устойчивым снежным покровом и хорошо выраженными переходными сезонами.
Годовой приток суммарной солнечной радиации составляет более 90 ккал/см². Среднегодовая температура воздуха составляет +6,9°С. Средние из абсолютных максимальных температур составляют +36°С, средние из абсолютных минимальных температур составляют −28°С.
Годовая сумма осадков на территории составляет 450—500 мм. Территория относится к зоне недостаточного увлажнения, что обусловлено достаточно высокой испаряемостью в теплый период.

## Образование
В систему образования Русско-Журавского сельского поселения входят:
- МОУ СОШ с количеством проектных мест — 240 и фактической загрузкой — 135 учащихся, построенная в 1973 году;
- Детский сад № 5 с количеством проектных мест — 70 и фактической загрузкой — 35 детей, построенный в 1985 году.

## Религия
В селе действует Храм св. великомученика Димитрия Солунского.
Димитриевская церковь построена и освящена до 1861 года.
Богородицкая церковь — до 1900 года. Обе церкви разрушены в 1930-е годы; из их кирпича строились магазины, мастерские МТС.
С 1995 года в Русской Журавке возобновлена церковная служба в доме (улица Центральная, 90), который был переделан и освящен как храм св. Димитрия Солунского. Сейчас в храме регулярно совершаются богослужения.